# Claire Fuller
Claire Fuller (nacida el 9 de febrero de 1967 en Oxfordshire) es una autora inglesa. Ganó el Premio Desmond Elliott 2015 por su primera novela, Our Endless Numbered Days, el BBC Opening Lines Short Story Competition en 2014, y el Royal Academy & Pin Drop Short Story Award en 2016. Su segunda novela, Swimming Lessons, fue preseleccionada para el premio Encore de la Royal Society of Literature de 2018. Naranjas amargas, su tercera novela, fue nominada al Premio Literario Internacional de Dublín. Su novela más reciente, Unsettled Ground (Tierra inestable, Impedimenta, 2023) ganó el premio Costa Book Awards Novel Award 2021  y fue preseleccionada para el Women's Prize for Fiction 2021 

## Vida y carrera
Fuller, nació y creció en Oxfordshire, estudió escultura en la Winchester School of Art en la década de 1980, para estudiar marketing posteriormente. Comenzó a escribir ficción a los 40 años y posee un máster en escritura creativa y crítica por la Universidad de Winchester. 
Our Endless Numbered Days, la primera de sus cinco novelas, fue publicada en el Reino Unido por Penguin Books, y en Estados Unidos y Canadá. Apareció traducida en otros 12 países. Swimming Lessons fue publicada por Penguin (Reino Unido) en 2017, y también se publicó en Estados Unidos, Canadá y otros 6 países. Bitter Orange se publicó en 2018 por Penguin (Reino Unido) y en Estados Unidos, Canadá y España (Naranjas amargas, Tusquets, 2020). Unsettled Ground se publicó en 2021 en el Reino Unido, Estados Unidos y Canadá, y se publicó en 2023 en España (Tierra inestable, Impedimenta, 2024). En 2023 publicó su última novela The Memory of Animals (La memoria de los animales, Impedimenta, 2024).
Historias y ensayos suyos han aparecido en el Sunday Express de Inglaterra, Litro, HuffPost, y The Telegraph.
Está casada y tiene dos hijos adultos.

## Novelas
- Our Endless Numbered Days (2015) ganó el Premio Desmond Elliott 2015 a la mejor novela debut y fue preseleccionada para el Premio Literario Internacional de Dublín. También fue nominada para el First Book Award de Edimburgo de 2015, estuvo en la lista larga del Premio Waverton Good Read de 2016 y fue finalista del Premio a los Mejores Libros Indies de 2016 de la Asociación Estadounidense de Libreros. En 2015 fue seleccionado por Powells como un libro indispensable. Cuenta la historia de Peggy Hillcoat, que con ocho años, en 1976, pasa el verano de acampada con su padre, tocando su querido disco de The Railway Children y escuchando el piano de cola de su madre. Tras una crisis familiar que Peggy no comprenderá del todo hasta más tarde, su padre, James, amante de la supervivencia, se la lleva de Londres a una cabaña en un remoto bosque europeo. Allí le dice a Peggy que el resto del mundo ha desaparecido: su vida se reduce a un piano que hace música pero no suena, un bosque donde lo único que crece es un medio de supervivencia y una diminuta cabaña de madera que es Todo. No se vuelve a ver a Peggy hasta pasados nueve años.
- Swimming Lessons (2017) cuenta la historia de Ingrid Coleman, que escribe cartas a su marido, Gil, sobre la verdad de su matrimonio, pero decide no enviarlas. En su lugar, las esconde entre los miles de libros que colecciona su marido. Después de escribir su última carta, Ingrid desaparece en una playa inglesa. Doce años más tarde, su hija, Flora, vuelve a casa después de que Gil le diga que ha visto a Ingrid a través del escaparate de una librería. Flora, que ha vivido en un limbo de esperanza, dolor, imaginación y hechos, quiere respuestas, pero no se da cuenta de que lo que busca está oculto en los libros que la rodean.
- Naranjas amargas (2018, Tusquets, 2020. Traducción de Victoria Alonso Blanco): Frances Jellico se está muriendo y recuerda el verano de 1969, cuando le encargaron inspeccionar las locuras del jardín de Lyntons, una casa de campo decrépita y casi abandonada. Mientras vive allí en el ático durante aproximadamente un mes, conoce a Cara y Peter, quienes se alojan en las habitaciones debajo de la suya. Mientras Frances cae bajo el hechizo de sus nuevos amigos y conoce sus historias, la casa revela sus secretos, hasta que su vida cambia para siempre.
- Tierra inestable (2021, Impedimenta, 2023. Traducción de Raquel Vicedo) fue preseleccionada para el Premio Femenino de Ficción de 2021 [7] y ganó el Premio Costa Book a la Mejor Novela..[14] Los gemelos Jeanie y Julius siempre han sabido que son distintos al resto. A sus 51 años, siguen viviendo aislados con su madre Dot en la campiña inglesa. La casa de campo que han alquilado durante toda su vida es a la vez su armadura y su proveedor. Entre sus paredes hacen música, en su jardín cultivan (y a veces matan) todo lo que necesitan para sobrevivir. Para un extraño parece pobreza, pero para ellos es su hogar. Cuando Dot muere inesperadamente, los gemelos se ven expuestos a una verdad con repercusiones de gran alcance. Cuando los miembros de la comunidad local empiezan a poner las cosas difíciles a los gemelos, Jeanie se pregunta cómo se las arreglarán en un mundo que puede ser cruel e inflexible. El libro retrata la pobreza rural en el siglo XXI, obligando a los lectores a ver más allá de lo desagradable, lo poco convencional, el «otro», y a reconocer lo que nos une a todos: el corazón que late debajo. Es una historia de resistencia y esperanza, de desamparo y penuria, de amor y supervivencia, centrada en dos personas marginadas pero extraordinarias.
- La memoria de los animales (2023, Impedimenta, 2024. Traducción de Eva Cosculluela) Neffy es una joven que huye de la pena y la culpa y del gran error que le ha costado su carrera. Cuando responde a la llamada para participar como voluntaria en un ensayo controlado de vacunas, se le ofrece una forma de saldar sus muchas deudas y, tal vez, de empezar a compensar el pasado. Pero cuando el mundo se transforma por completo desde la ventana del hospital, Neffy se ve abandonada, junto con los otros cuatro voluntarios, en un futuro que nunca creyeron que pudiera llegar a suceder. Con una cantidad limitada de comida y la sensación de que los extraños con los que está pueden estar ocultando secretos, Neffy debe decidir si está más segura permaneciendo dentro de la unidad o enfrentándose a lo desconocido de las calles exteriores. Mientras sopesa sus opciones, conoce una tecnología pionera y controvertida que le permite revivir recuerdos de su vida anterior. Seducida por la posibilidad de reunirse virtualmente con sus seres queridos, quizá la única forma de volver a verlos, su deseo de abandonar la unidad empieza a flaquear.